# Liste der Baudenkmäler in Sommerach
Auf dieser Seite sind die Baudenkmäler in der unterfränkischen Gemeinde Sommerach zusammengestellt. Diese Tabelle ist eine Teilliste der Liste der Baudenkmäler in Bayern. Grundlage ist die Bayerische Denkmalliste, die auf Basis des Bayerischen Denkmalschutzgesetzes vom 1. Oktober 1973 erstmals erstellt wurde und seither durch das Bayerische Landesamt für Denkmalpflege geführt wird. Die folgenden Angaben ersetzen nicht die rechtsverbindliche Auskunft der Denkmalschutzbehörde.
 Diese Liste gibt den Fortschreibungsstand vom 18. November 2023 wieder und enthält 66 Baudenkmäler.

## Ensemble Ortskern Sommerach

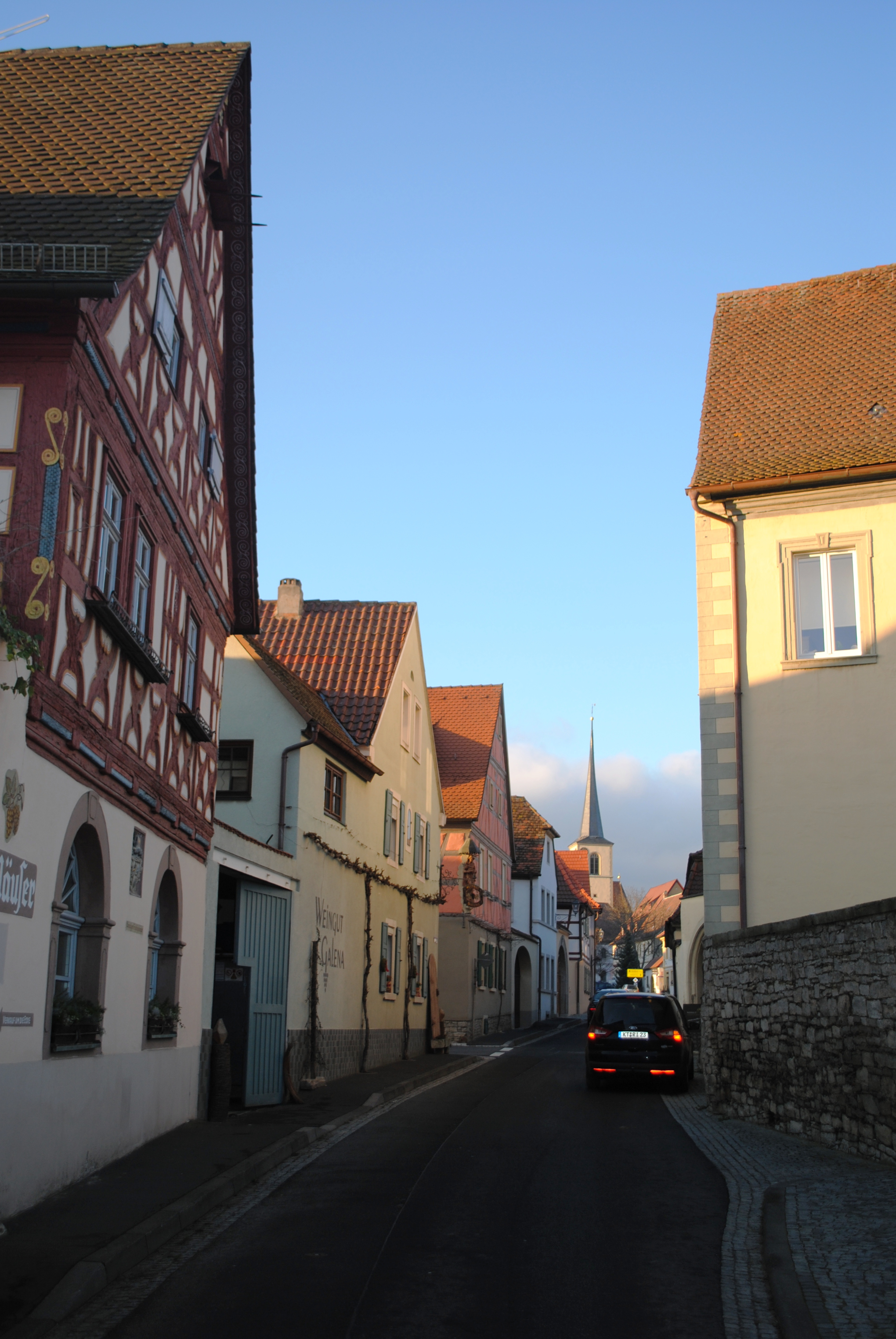
Hauptstraße
weitere Bilder

Das befestigte Weinbauerndorf besitzt einen klar gegliederten Grundriss: Innerhalb der im Oval geführten Ortsmauer verläuft die Marktstraße der Längsachse nach; ihre leicht verschobene Lage lässt nur eine einseitige Abzweigung von Nebengassen zu, die sich durch rechtwinklige Führung auszeichnen. Die Umbauung der Pfarrkirche und ihre Abriegelung gegen den Markt hin lässt auf eine ursprüngliche Eigenbefestigung des Kirchenbezirks schließen. Die Marktstraße erweitert sich vom Schwarzacher Tor stetig nach Westen und bildet vor dem Rathaus einen breiten Platz. Stattliche Weinbauernhöfe des Barock umschließen die Platzstraße; auf der Nordseite wenden sie dem Straßenraum jeweils die Giebelseite ihres Wohngebäudes und ein breites Hofportal zu, während auf der Südseite die Traufstellung der Wohnhäuser eine geschlossene Front ergibt. In den Nebengassen besteht die Bebauung aus Häckerhöfen und Kleinhäusern, meist aus dem 18. und 19. Jahrhundert, durchmischt mit einigen stattlichen Barockbauten. Unter den Nebengassen besitzt die auf das Maintor zulaufende Maintorstraße übergeordnete Bedeutung. Umgrenzung: Ortsmauer unter Einschluss der Grabenzone. Aktennummer: E-6-75-169-1.

## Ortsbefestigung
Die Ortsbefestigung aus Mauer und Türmen, im 15./16. Jahrhundert entstanden, hat sich auf der Mainseite größtenteils erhalten. Nach Nordosten lässt sich ihr Verlauf am Weg ablesen, der an der Hinterseite der Grundstücke entlangläuft. Zwei Torhäuser sind noch vorhanden: das Schwarzacher und das Maintor. Aktennummer: D-6-75-169-1.
Im Folgenden sind im Uhrzeigersinn beginnend am Schwarzacher Tor die erhaltenen Teile der Ortsbefestigung aufgeführt.

| Lage                             | Objekt           | Beschreibung | Akten-Nr.     | Bild            |
| -------------------------------- | ---------------- | --- | ------------- | --------------- |
| Hauptstraße 22 (Standort)        | Schwarzacher Tor | Stadttor, Torturm aus unverputztem Bruchsteinmauerwerk mit rundbogiger Durchfahrt und Mansarddach, Wappenstein bezeichnet „1487“ | D-6-75-169-69 | weitere Bilder  |
| Turmstraße 13 (Standort)         | Ortsbefestigung  | Rest eines Befestigungsturms; zum Gartenhaus umgebaut                                                                            | D-6-75-169-1  | weitere Bilder  |
| Turmstraße 21 (Standort)         | Ortsbefestigung  | Mauerreste | D-6-75-169-1  | weitere Bilder  |
| Turmstraße 23 (Standort)         | Ortsbefestigung  | Runder Befestigungsturm | D-6-75-169-1  | weitere Bilder  |
| An der Dorfmauer (Standort)      | Ortsbefestigung  | Erhaltener Mauerzug der ehemaligen Ortsbefestigung                                                                               | D-6-75-169-1  | weitere Bilder  |
| Maintorstraße 25 (Standort)      | Maintor          | Stadttor, errichtet 1585 | D-6-75-169-36 | weitere Bilder  |
| Dorfgraben (Standort)            | Ortsbefestigung  | Mauerzug entlang des Weges | D-6-75-169-1  | weitere Bilder  |
| Winzerstraße 22 (Standort)       | Ortsbefestigung  | Rest eines Schalenturms | D-6-75-169-1  | weitere Bilder  |
| Dorfgraben (Standort)            | Ortsbefestigung  | Mauerzug entlang des Weges | D-6-75-169-1  | weitere Bilder  |
| Untere Maintorgasse 7 (Standort) | Ortsbefestigung  | Runder Befestigungsturm; zu Wohnzwecken umgebaut                                                                                 | D-6-75-169-1  | weitere Bilder  |
| Hauptstraße 5 (Standort)         | Ortsbefestigung  | Mauerreste der ehemaligen Ortsbefestigung                                                                                        | D-6-75-169-1  | Ortsbefestigung |
| Am Schwarzacher Tor (Standort)   | Ortsbefestigung  | Mauerreste der ehemaligen Ortsbefestigung                                                                                        | D-6-75-169-1  | weitere Bilder  |

## Baudenkmäler
| Lage                                                    | Objekt                                           | Beschreibung | Akten-Nr.      | Bild           |
| ------------------------------------------------------- | ------------------------------------------------ | --- | -------------- | -------------- |
| Nordheimer Straße (Standort)                            | Bildstock                                        | Mit Kreuzschlepper nicht nachqualifiziert, im Bayerischen Denkmal-Atlas nicht kartiert | D-6-75-169-57  | BW             |
| Gemeindeteile, an der Straße nach Volkach (Standort)    | Bildstock                                        | Mt Ölbergszene und Kreuzigung, bezeichnet „1725“ | D-6-75-169-63  | weitere Bilder |
| Häckergasse 2 (Standort)                                | Ausleger                                         | Mit Krug, Schmiedeeisen, frühes 19. Jahrhundert | D-6-75-169-2   | Ausleger       |
| Häckergasse 11 (Standort)                               | Wohnhaus                                         | Zweigeschossiger giebelständiger Walmdachbau aus Bruchsteinmauerwerk mit Fachwerk und geohrten Fenster- und Türrahmungen, bezeichnet „1721“                                                        | D-6-75-169-3   | weitere Bilder |
| Häckergasse 15 (Standort)                               | Doppelhofhälfte, Wohnhaus                        | Walmdachbau mit geohrten Fensterrahmungen, Scheune, 18./19. Jahrhundert | D-6-75-169-4   | weitere Bilder |
| Häckergasse 16 (Standort)                               | Wohnhaus                                         | Zweigeschossiger Mansarddachbau mit geohrten Rahmungen und Hoftor, 18. Jahrhundert | D-6-75-169-5   | weitere Bilder |
| Häckergasse 17 (Standort)                               | Doppelhofhälfte, Wohnhaus                        | Walmdachbau mit geohrten Fensterrahmungen, Scheune, 18./19. Jahrhundert | D-6-75-169-6   | weitere Bilder |
| Hauptstraße (Standort)                                  | Bildstock                                        | Mit Darstellung der Kreuzigung sowie den Heiligen Petrus und Andreas, Sandstein, bezeichnet „1588“                                                                                                 | D-6-75-169-64  | weitere Bilder |
| Nähe Hauptstraße (Standort)                             | Dorfbrunnen                                      | Mit Figur des heiligen Georg, 1813 | D-6-75-169-7   | weitere Bilder |
| Hauptstraße 1 (Standort)                                | Wohnhaus                                         | Zweigeschossiges Giebelhaus mit Fachwerkobergeschoss, 17./18. Jahrhundert | D-6-75-169-8   | weitere Bilder |
| Hauptstraße 2 (Standort)                                | Gasthof                                          | Zweigeschossiger traufständiger Satteldachbau mit geohrten Rahmungen und rundbogiger Tordurchfahrt, 18./19. Jahrhundert                                                                            | D-6-75-169-9   | weitere Bilder |
| Hauptstraße 2 (Standort)                                | Gasthof                                          | Ausleger | D-6-75-169-9   | BW             |
| Hauptstraße 3 (Standort)                                | Wohnhaus                                         | Zweigeschossiger traufständiger Satteldachbau mit einseitigem Halbwalm und rundbogiger Toreinfahrt, frühes 19. Jahrhundert                                                                         | D-6-75-169-10  | weitere Bilder |
| Hauptstraße 4 (Standort)                                | Wohnhaus                                         | Zweigeschossiger traufständiger Satteldachbau mit Tordurchfahrt, bezeichnet „1868“ | D-6-75-169-11  | weitere Bilder |
| Hauptstraße 6 (Standort)                                | Wohnhaus                                         | Zweigeschossiger traufständiger Satteldachbau mit profilierten Rahmungen im Obergeschoss, Fachwerkgiebel, 18. Jahrhundert                                                                          | D-6-75-169-12  | weitere Bilder |
| Hauptstraße 7 (Standort)                                | Wohnhaus                                         | Zweigeschossiger giebelständiger Walmdachbau mit Eckpilastern und geohrten Rahmungen, 18. Jahrhundert                                                                                              | D-6-75-169-13  | weitere Bilder |
| Hauptstraße 9 (Standort)                                | Wohnhaus                                         | Zweigeschossiger giebelständiger Walmdachbau mit Ecklisenen und geohrten Rahmungen, bezeichnet „1786“                                                                                              | D-6-75-169-15  | weitere Bilder |
| Hauptstraße 10 (Standort)                               | Gasthof zum Schwan                               | Zweigeschossiger Walmdachbau mit überbauter Tordurchfahrt, barock, bezeichnet „1709“; mit Ausstattung, um 1900                                                                                     | D-6-75-169-16  | weitere Bilder |
| Hauptstraße 10 (Standort)                               | Portal                                           | | D-6-75-169-16  | weitere Bilder |
| Hauptstraße 10 (Standort)                               | Hausfigur                                        | | D-6-75-169-16  | weitere Bilder |
| Hauptstraße 10 (Standort)                               | Ausleger                                         | | D-6-75-169-16  | weitere Bilder |
| Hauptstraße 10 (Standort)                               | Tanzsaal                                         | 1900 | D-6-75-169-16  | weitere Bilder |
| Hauptstraße 11 (Standort)                               | Wohnhaus                                         | Zweigeschossiger Walmdachbau mit geohrten Rahmungen, erste Hälfte 17. Jahrhundert/18. Jahrhundert                                                                                                  | D-6-75-169-17  | weitere Bilder |
| Hauptstraße 11 (Standort)                               | Hausfigur                                        | | D-6-75-169-17  | weitere Bilder |
| Hauptstraße 12 (Standort)                               | Wohnhaus                                         | Zweigeschossiger Traufseitbau aus Bruchsteinmauerwerk und Fachwerk, mit rundbogiger Toreinfahrt, frühes 19. Jahrhundert                                                                            | D-6-75-169-18  | weitere Bilder |
| Hauptstraße 12 (Standort)                               | Holztür                                          | Um 1830/40 | D-6-75-169-18  | BW             |
| Hauptstraße 13 (Standort)                               | Hausfigur                                        | Joseph mit Jesuskind, barock, bezeichnet „1790“ | D-6-75-169-19  | weitere Bilder |
| Hauptstraße 14 (Standort)                               | Wohnhaus                                         | Zweigeschossiger Walmdachbau mit Fachwerkobergeschoss, 18. Jahrhundert | D-6-75-169-20  | weitere Bilder |
| Hauptstraße 14 (Standort)                               | Toreinfahrt                                      | | D-6-75-169-20  | weitere Bilder |
| Hauptstraße 15 (Standort)                               | Wohnhaus                                         | Zweigeschossiger Traufseitbau mit Halbwalmdach, erste Hälfte 19. Jahrhundert | D-6-75-169-21  | weitere Bilder |
| Hauptstraße 15 (Standort)                               | Vesperbild                                       | In Nische, bezeichnet „1736“ | D-6-75-169-21  | weitere Bilder |
| Hauptstraße 16 (Standort)                               | Wohnhaus                                         | Zweigeschossiger giebelständiger Walmdachbau mit Fachwerkobergeschoss und rundbogiger Tordurchfahrt, frühes 19. Jahrhundert                                                                        | D-6-75-169-22  | weitere Bilder |
| Hauptstraße 19 (Standort)                               | Ehemaliger Zehnthof                              | Zweiflügelanlage mit Anbau, zweigeschossiger Satteldachbau mit Schweifgiebel und geohrten Fensterrahmungen, 17./18. Jahrhundert, in der Anlage älter                                               | D-6-75-169-23  | weitere Bilder |
| Hauptstraße 19 (Standort)                               | Wappenstein                                      | Bezeichnet „1682“ | D-6-75-169-23  | weitere Bilder |
| Hauptstraße 17 (Standort)                               | Kapelle                                          | Mit spätgotischen Maßwerkfenstern, errichtet 1675, verändert 1751 | D-6-75-169-23  | weitere Bilder |
| Hauptstraße 17 (Standort)                               | Nebengebäude                                     | Eingeschossig mit Mansarddach | D-6-75-169-23  | weitere Bilder |
| Hauptstraße 20 (Standort)                               | Wohnhaus                                         | Zweigeschossiger giebelständiger Satteldachbau mit Zierfachwerk, bezeichnet „1666“ | D-6-75-169-24  | weitere Bilder |
| Hauptstraße 20 (Standort)                               | Wappenstein                                      | Bezeichnet „1668“ | D-6-75-169-24  | weitere Bilder |
| Holzweinberge (Standort)                                | Bildstock                                        | Aufsatz mit Kruzifix und Stifterfiguren, Krönung Mariä und Heiligen Michael, Bartholomäus und Verena, bezeichnet „1683“; erneuert 1961                                                             | D-6-75-169-61  | weitere Bilder |
| Kirchplatz 2 (Standort)                                 | Katholische Pfarrkirche St. Eucharius            | Saalbau mit polygonalem Chorabschluss, Langhaus 1560–66, Turm 1589 über älterem Untergeschoss, Chor 1567/68, vergrößert 1756/57; mit Ausstattung                                                   | D-6-75-169-26  | weitere Bilder |
| Kirchplatz 3 (Standort)                                 | Ehemaliges Rathaus und ehemaliges Schulgebäude   | Zweigeschossiger Walmdachbau, im Kern 1662, verlängert und umgebaut 1821 | D-6-75-169-27  | weitere Bilder |
| Kirchplatz 14 (Standort)                                | Wohnhaus                                         | Zweigeschossiger traufständiger Satteldachbau mit geohrten Fenster- und Türrahmungen, erste Hälfte 19. Jahrhundert                                                                                 | D-6-75-169-28  | weitere Bilder |
| Maintorstraße 1 (Standort)                              | Wohnhaus                                         | Zweigeschossiger Mansarddachbau mit geohrten Fensterrahmungen und Lisenengliederung, 18. Jahrhundert                                                                                               | D-6-75-169-29  | BW             |
| Maintorstraße 1 (Standort)                              | Hoftor                                           | | D-6-75-169-29  | BW             |
| Maintorstraße 3 (Standort)                              | Wohnhaus                                         | Zweigeschossiger Walmdachbau aus Bruchsteinmauerwerk, 18./19. Jahrhundert | D-6-75-169-30  | BW             |
| Maintorstraße 4 (Standort)                              | Scheune                                          | Zweigeschossiger Walmdachbau mit geohrten Rahmungen, zweite Hälfte 18. Jahrhundert | D-6-75-169-31  | BW             |
| Maintorstraße 6 (Standort)                              | Wohnhaus                                         | Zweigeschossiger giebelständiger Satteldachbau mit Fachwerk, 18./19. Jahrhundert | D-6-75-169-32  | BW             |
| Maintorstraße 9 (Standort)                              | Wohnhaus                                         | Zweigeschossiger Walmdachbau mit rustizierten Ecklisenen, 18./19. Jahrhundert | D-6-75-169-33  | weitere Bilder |
| Maintorstraße 17 (Standort)                             | Wohnhaus                                         | Zweigeschossiger Mansarddachbau mit barocker Fassade, Mitte 18. Jahrhundert | D-6-75-169-34  | weitere Bilder |
| Maintorstraße 17 (Standort)                             | Hoftor                                           | | D-6-75-169-34  | weitere Bilder |
| Maintorstraße 23 (Standort)                             | Bürgerhaus                                       | Zweigeschossiger Mansarddachbau mit geohrten Fensterrahmungen, 1713 | D-6-75-169-35  | weitere Bilder |
| Maintorstraße 23 (Standort)                             | Hausfigur                                        | Mondsichelmadonna | D-6-75-169-35  | weitere Bilder |
| Friedhof (Standort)                                     | Martersäule                                      | Mit Kreuzigung, bezeichnet „1625“ nicht nachqualifiziert | D-6-75-169-65  | BW             |
| Nähe Zum Engelsberg, in der Friedhofskapelle (Standort) | Bildstock                                        | Bebilderter Schaft und würfeliger Aufsatz mit Darstellung der Kreuzigung und Passionsszenen, von dem Meister des Dettelbacher Tympanons aus dem Umkreis Tilman Riemenschneiders, bezeichnet „1511“ | D-6-75-169-70  | weitere Bilder |
| Nähe Nordheimer Straße (Standort)                       | Bildstock                                        | Mit Darstellungen der Figuren Maria und heiliger Antonius, bezeichnet „1887“ | D-6-75-169-58  | weitere Bilder |
| Nordheimer Straße 1 (Standort)                          | Wohnhaus                                         | Zweigeschossiger giebelständiger Satteldachbau mit Fachwerkobergeschoss und rundbogiger Durchfahrt, um 1700                                                                                        | D-6-75-169-37  | weitere Bilder |
| Nordheimer Straße 2 (Standort)                          | Wohnhaus                                         | Zweigeschossiger traufständiger Satteldachbau mit Fachwerkobergeschoss, 17. Jahrhundert | D-6-75-169-38  | weitere Bilder |
| Nordheimer Straße 3 (Standort)                          | Häckeranwesen, Wohnhaus                          | Zweigeschossiger Walmdachbau mit Figurennische, bezeichnet „1696“ | D-6-75-169-39  | weitere Bilder |
| Nordheimer Straße 3 (Standort)                          | Häckeranwesen, Nebengebäude und Scheune          | 17. Jahrhundert | D-6-75-169-39  | BW             |
| Nordheimer Straße 3 (Standort)                          | Häckeranwesen, Hoftor                            | | D-6-75-169-39  | weitere Bilder |
| Nordheimer Straße 4 (Standort)                          | Steinrelief                                      | Marienkrönung, bezeichnet „1807“ | D-6-75-169-40  | weitere Bilder |
| Nordheimer Straße 11 (Standort)                         | Wohnhaus                                         | Zweigeschossiger giebelständiger Halbwalmdachbau aus Bruchsteinmauerwerk, erste Hälfte 19. Jahrhundert                                                                                             | D-6-75-169-41  | weitere Bilder |
| Nordheimer Straße 11 (Standort)                         | Scheune                                          | 18./19. Jahrhundert | D-6-75-169-41  | BW             |
| Nordheimer Straße 11 (Standort)                         | Hoftor                                           | 17. Jahrhundert | D-6-75-169-41  | weitere Bilder |
| Nordheimer Straße 11 (Standort)                         | Bildhäuschen                                     | Mit Vesperbild | D-6-75-169-41  | weitere Bilder |
| Nordheimer Straße 11, über dem Bildhäuschen (Standort)  | Kreuzschlepper und Muttergottes                  | 18. Jahrhundert | D-6-75-169-41  | weitere Bilder |
| Nordheimer Straße 13 (Standort)                         | Ehemalige Hofanlage, jetzt Hotel Villa Sommerach | Zweigeschossiger Zweiflügelbau, Satteldach mit einseitigem Halbwalm, geohrte Fensterrahmungen, barock, um 1750, über älterem Kern, wohl aus dem 15. Jahrhundert                                    | D-6-75-169-42  | weitere Bilder |
| Nordheimer Straße 13 (Standort)                         | Ehemalige Hofanlage, Scheune                     | Mit Treppengiebeln, 16. Jahrhundert | D-6-75-169-42  | weitere Bilder |
| Rosenbergweg (Standort)                                 | Feldkreuz                                        | Mit Reliefs der Arma Christi, Sockel mit Inschrift, bez. 1784 | D-6-75-169-134 | BW             |
| Flurabteilung „Am Hölzlein“ (Standort)                  | Sandstein-Kreuz                                  | Bezeichnet „1784“, erneuert 1961 nicht nachqualifiziert, im Bayerischen Denkmal-Atlas nicht kartiert                                                                                               | D-6-75-169-62  | weitere Bilder |
| Straßäcker, an der Straße nach Volkach (Standort)       | Bildstock                                        | Mit Passionsdarstellungen, bezeichnet „1700“; erneuert 1948 | D-6-75-169-66  | weitere Bilder |
| Turmstraße 2 (Standort)                                 | Wohnhaus                                         | Zweigeschossiger giebelständiger Satteldachbau in Ecklage, Fachwerkobergeschoss, 18. Jahrhundert, im Kern 1453 (dendrochronologisch datiert)                                                       | D-6-75-169-43  | weitere Bilder |
| Turmstraße 2 (Standort)                                 | Immaculata                                       | 18. Jahrhundert | D-6-75-169-43  | weitere Bilder |
| Untere Maintorgasse 9 (Standort)                        | Ehemaliges Gutshaus                              | Zweigeschossiger Satteldachbau mit Anbau, mit geschwungenem Giebel und Fachwerkobergeschoss, bezeichnet „1598“                                                                                     | D-6-75-169-45  | weitere Bilder |
| Volkacher Straße 2 (Standort)                           | Wohnhaus                                         | Zweigeschossiger Mansarddachbau aus Bruchsteinmauerwerk, frühes 19. Jahrhundert | D-6-75-169-47  | weitere Bilder |
| Volkacher Straße 2, in der Hofmauer (Standort)          | Wappenstein                                      | Bezeichnet „1536“ | D-6-75-169-47  | weitere Bilder |
| Volkacher Straße 3 (Standort)                           | Wohnhaus                                         | Zweigeschossiger traufständiger Halbwalmdachbau mit Fachwerk, 18./19. Jahrhundert | D-6-75-169-48  | BW             |
| Winzerstraße 1 (Standort)                               | Wohnhaus                                         | Zweigeschossiger Halbwalmdachbau in Ecklage aus Bruchsteinmauerwerk, bezeichnet „1845“ | D-6-75-169-49  | weitere Bilder |
| Winzerstraße 2 (Standort)                               | Gasthaus                                         | Zweigeschossiger Krüppelwalmdachbau mit verputztem Fachwerkobergeschoss, 18./19. Jahrhundert | D-6-75-169-50  | weitere Bilder |
| Winzerstraße 9 (Standort)                               | Wohnhaus                                         | Zweigeschossiger traufständiger Satteldachbau mit rundbogiger Toreinfahrt, 1696 | D-6-75-169-51  | weitere Bilder |
| Winzerstraße 10 (Standort)                              | Wohnhaus                                         | Zweigeschossiger traufständiger Satteldachbau mit verputztem Fachwerkobergeschoss, 18./19. Jahrhundert                                                                                             | D-6-75-169-52  | weitere Bilder |
| Winzerstraße 12 (Standort)                              | Wohnhaus                                         | Eingeschossiges Nebenhaus mit geohrter Fensterrahmung, 18. Jahrhundert | D-6-75-169-53  | weitere Bilder |
| Winzerstraße 14 (Standort)                              | Weingut                                          | Zweigeschossiges Walmdachhaus mit Fachwerkobergeschoss, erste Hälfte 18. Jahrhundert | D-6-75-169-68  | weitere Bilder |
| Winzerstraße 22 (Standort)                              | Kleinhaus                                        | Giebelständiges Frackdachhaus, verputztes Fachwerk, 18. Jahrhundert | D-6-75-169-54  | weitere Bilder |
| Winzerstraße 26 (Standort)                              | Wohnhaus                                         | Zweigeschossiger Halbwalmdachbau aus Bruchsteinmauerwerk, erste Hälfte 19. Jahrhundert | D-6-75-169-55  | weitere Bilder |
| Winzerstraße 32 (Standort)                              | Ehemaliges Baderhaus                             | Fachwerkhaus, mit Halbwalmdach und Figurennische, mittleres 18. Jahrhundert, evtl. 1561 | D-6-75-169-56  | weitere Bilder |
| Zum Katzenkopf (Standort)                               | Bildstock                                        | Mit Figurengruppe Krönung Mariä, bezeichnet „1851“, erneuert 1935 | D-6-75-169-60  | weitere Bilder |

## Ehemalige Baudenkmäler
| Lage                             | Objekt                           | Beschreibung        | Akten-Nr.     | Bild           |
| -------------------------------- | -------------------------------- | ------------------- | ------------- | -------------- |
| Untere Maintorgasse 1 (Standort) | Erdgeschossiges Halbwalmdachhaus | 18./19. Jahrhundert | D-6-75-169-44 | weitere Bilder |